# 京都おしゃべり茶屋
京都おしゃべり茶屋（きょうとおしゃべりぢゃや）は、ニッポン放送をキーステーションに2005年10月7日から2006年3月24日まで放送していたトーク番組である。番組提供はおたべ。

## 概要
- 京都の四季折々の風景を交えつつ、各界の著名人と、ニッポン放送アナウンサー（放送当時）の増田みのりが京都にまつわるトークを楽しむ内容となっていた。
- 増田みのりがお茶をたてて生八橋を振舞うという設定であった。

## 放送時間
- ニッポン放送・茨城放送・栃木放送・ラジオ沖縄　毎週金曜日　20:30 - 20:50
- 毎日放送　毎週土曜日　19:40 - 20:00

## 放送期間
- 2005年10月7日 - 2006年3月24日（金曜日）

## ゲスト
- 第1回・第2回・第3回　2005年10月8日･15日･22日　三田寛子

## 関連番組
- ラジオ京都物語